# Komödie (Theatername)
Komödie ist ein Theatername nach der Theatergattung Komödie. Ihn tragen oder trugen unter anderem folgende Spielstätten:
- Komödie am Kurfürstendamm, ein Theater in Berlin, siehe Theater am Kurfürstendamm
- Komödie Basel, war ein eigenständiges Kammerspieltheater in Basel
- Komödie Dresden, ein ehemaliges Privattheater in Dresden, siehe Comödie Dresden
- Komödie Düsseldorf, ein Privattheater in Düsseldorf
- Die Komödie, ein Privattheater in Frankfurt am Main
- Komödie Winterhuder Fährhaus, ein Privattheater in Hamburg
- Komödie Wuppertal, ein Privattheater in Wuppertal, ehemals auch in Bochum und Duisburg
- Komödie im Bayerischen Hof, ein Privattheater in München
- Kleine Komödie am Max II, München
- Komödie im Marquardt, ein Theater in Stuttgart, siehe Schauspielbühnen Stuttgart
- Die Komödie, ein ehemaliges Theater in Wien, siehe Metro-Kino (Wien)

In der älteren Schreibweise Comödie verwenden oder verwendeten ihn:
- Comödie, die heutige Komödie Wuppertal bis 2008 mit den ehemaligen Spielorten in Bochum und Duisburg
- Comödie Dresden, ein Privattheater in Dresden
- Comödie Fürth, ein Theater in Fürth

In abgewandelter Form:
- Kom(m)ödchen, ein Theater in Düsseldorf

Siehe auch:
- Komödientheater (Bukarest)